# Maslul

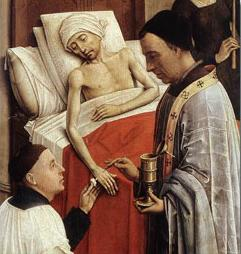
Maslul, una din cele șapte taine, pictură de Rogier van der Weyden (1445)

Maslul ("Ungerea bolnavilor", "Ungerea de pe urmă") este un ritual (taină) prin care un credincios bolnav este făcut părtaș, prin ungerea cu untdelemn și rugăciunea preotului, de harul lui Dumnezeu spre mântuirea supranaturală a sufletului și, adesea, și spre vindecarea fizică a trupului.
Maslul este un sacrament acordat de Biserica ortodoxă și cea catolică; nu este recunoscut de protestanți.

## Caracterul de taină a bisericii
"Este cineva bolnav între voi? Să cheme preoții (presbiterii, bătrânii) Bisericii și să se roage pentru el, ungându-l cu untdelemn, întru numele Domnului, și rugăciunea credinței va mântui pe cel bolnav și Domnul îl va ridica, și de va fi făcut păcate se vor ierta lui.  " (Iac 5, 14-15).
Din acest text biblic rezultă toate elementele unui sacrament:
- semn exterior: ungerea cu untdelemn și rugăciunea preotului;
- efect lăuntric al harului: iertarea păcatelor, izbăvirea celui suferind;
- instituirea (indirectă) de către Christos: "în numele Domnului".

## Modul de celebrare
Partea esențială a acestui sacrament este ungerea bolnavului pe frunte și pe mâini (în Ritul roman) sau și pe alte părți ale corpului (alte rituri) cu ulei (de măsline) sfințit de Episcop. Ungerea este însoțită de rugăciunea preotului prin care cere harul lui Dumnezeu. Dacă este imposibilă obținerea untdelemnului sfințit, îl poate sfinți celebrantul însuși.

## Efecte
- Împărtășirea harului: unirea bolnavului cu Patima lui Hristos, mângâiere, pace și curaj pentru a suporta creștinește suferințele bolii sau ale bătrâneții, pregătirea pentru trecerea în viața veșnică;
- Iertarea păcatelor, dacă a fost imposibilă spovedania bolnavului;
- Redobândirea sănătății, dacă acest lucru este spre mântuirea spirituală a bolnavului. Nu este vorba de un efect miraculos, ci de unul indirect: datorită interdependenței între suflet și trup, întărirea sufletească poate influența și starea sănătății.

## Necesitate
Maslul nu este, în sine, absolut necesar pentru mântuirea veșnică. El este însă foarte recomandat, iar creștinul bolnav este dator să ceară acest sacrament, dacă este în pericol de moarte. În anumite împrejurări, însă, este necesar pentru iertarea păcatelor unui bolnav grav, în pericol de moarte, care, din cauza stării de sănătate, nu mai are puterea să se spovedească.

## Oficiantul maslului
Maslul poate fi săvârșit numai de episcopi sau preoți.

## Subiectul maslului
Poate primi maslul orice creștin și mai ales cei care încep să se afle în pericol de moarte din cauza bolii sau a bătrâneții. În mod normal, este necesară spovedania prealabilă recentă. Dacă, după primirea maslului, creștinul se însănătoșește, iar, ulterior,ajunge din nou în stare gravă, poate primi maslul din nou.